# Sancergues
Sancergues är en kommun i departementet Cher i regionen Centre-Val de Loire i de centrala delarna av Frankrike. Kommunen ligger  i kantonen Sancergues som tillhör arrondissementet Bourges. År 2022 hade Sancergues 626 invånare.

## Befolkningsutveckling
Antalet invånare i kommunen Sancergues
Referens:INSEE